# Simhopp vid världsmästerskapen i simsport 2024 – Herrarnas parhopp 10 meter plattform
Herrarnas parhopp 10 meter plattform i simhopp vid världsmästerskapen i simsport 2024 avgjordes den 8 februari 2024 i Hamad Aquatic Centre i Doha i Qatar.
Lian Junjie och Yang Hao från Kina tog guld, Tom Daley och Noah Williams från Storbritannien tog silver samt Kirill Boljuch och Oleksij Sereda från Ukraina tog brons.

## Resultat
Tävlingen startade klockan 18:32.
| Placering | Nation         | Simhoppare                                    | Poäng  |
| --------- | -------------- | --------------------------------------------- | ------ |
| 1         | Kina           | Lian Junjie Yang Hao                          | 470,76 |
| 2         | Storbritannien | Tom Daley Noah Williams                       | 422,37 |
| 3         | Ukraina        | Kirill Boljuch Oleksij Sereda                 | 406,47 |
| 4         | Mexiko         | Kevin Berlín Randal Willars                   | 390,87 |
| 5         | Kanada         | Rylan Wiens Nathan Zsombor-Murray             | 388,20 |
| 6         | Australien     | Domonic Bedggood Cassiel Rousseau             | 384,15 |
| 7         | Tyskland       | Timo Barthel Jaden Eikermann                  | 373,71 |
| 8         | Nordkorea      | Im Yong-myong Ko Che-won                      | 372,96 |
| 9         | Malaysia       | Bertrand Rhodict Lises Enrique Harold         | 355,71 |
| 10        | Italien        | Andreas Sargent Larsen Eduard Timbretti Gugiu | 351,06 |
| 11        | Sydkorea       | Kim Yeong-taek Shin Jung-whi                  | 344,70 |
| 12        | Polen          | Filip Jachim Robert Łukaszewicz               | 338,82 |
| 13        | Spanien        | Carlos Camacho Max Liñán                      | 332,88 |
| 14        | USA            | Joshua Hedberg Carson Tyler                   | 324,51 |
| 15        | Colombia       | Alejandro Solarte Sebastián Villa             | 324,27 |
| 16        | Japan          | Reo Nishida Shuta Yamada                      | 319,98 |
| 17        | Österrike      | Anton Knoll Dariush Lotfi                     | 310,38 |
| 18        | Indonesien     | Andriyan Adityo Restu Putra                   | 306,96 |
| 19        | Frankrike      | Gary Hunt Loïs Szymczak                       | 295,83 |
| 20        | Nya Zeeland    | Arno Lee Luke Sipkes                          | 269,64 |
| 21        | Armenien       | Arman Enokyan Marat Grigoryan                 | 225,12 |
| 22        | Macao          | He Heung Wing Zhang Hoi                       | 202,20 |